# Epicopeiídeos
Epicopeiídeos (Epicopeiidae) é uma família de insectos da ordem Lepidoptera.